# Pimcore
 (mars 2012).
Pimcore est un système de gestion de contenu modulaire (en anglais CMS pour content management system) et un framework web libre, open source et gratuit. Il est écrit en PHP. Il permet de créer et gérer des sites et applications web publiées sous licence BSD. Technologiquement basé sur le Framework Symfony et le framework javascript ExtJS pour l'interface utilisateur, pimcore fournit une interface WYSIWYG (What you see is what you get), en y ajoutant des opérations de Glisser/Déposer pour travailler avec les médias, les pages de contenus et les contenus structurés.
Pimcore est un SGC novateur utilisant le Framework Symfony, qui permet l'utilisation d'une architecture robuste pour la gestion des contenus, et un confort pour l'utilisateur basé sur une interface intuitive et ergonomique. Il est la révélation de l'année 2010 , et est élu le CMS open source le plus prometteur.

## Technologie
Pimcore est écrit en pur language PHP orienté objet et est basé sur le Framework Symfony. La structure interne de pimcore utilise le design pattern Modèle-Vue-Contrôleur et toutes les autres API du Framework Symfony comme l'abstraction de la base de données, la mise en cache, l'internationalisation, les services Web (REST / SOAP) peuvent être utilisées dans pimcore. Les templates et les vues Pimcore sont basées sur le module Vue du framework Symfony et sont écrites en pur PHP. Par conséquent, il est possible d'utiliser toutes les aides de vues Symfony pour implémenter différentes tâches telles que la pagination, la génération d'URL, l'utilisation de placeholders. L'interface de l'administration utilise le framework Javascript ExtJS. La communication entre l'interface utilisateur et l'application est purement réalisée en  JavaScript mode asynchrone et XML.
Le cœur de pimcore est basé sur son API orienté objet. Tout ce qui peut être fait dans l'interface d'administration pimcore peut être fait par programmation en utilisant l'API pimcore ou (depuis la version 1.3) en utilisant les services Web de pimcore via SOAP. Ces API constituent le noyau du module gestion de l'information produit de pimcore et se concentrent principalement sur des tâches tels que l'intégration de données à partir d'applications d'entreprise tiers et d'édition de type Web-to-print.
Pimcore est extensible grâce à des plugins et des "widgets". Les extensions peuvent être distribuées en utilisant un serveur dédié plug-in  ou en utilisant le référentiel principal de plug-in. Pimcore fournit des interfaces pour intégrer des applications Java et des objets en utilisant  PHP-Java-Bridge et Apache Thrift.

## Configuration logicielle requise
Pimcore est une applications Web, ce qui nécessite un serveur compatible HTTP et une base de données SQL. Les exigences en matière de pimcore sont les suivantes :
- Apache >= 2.2 httpd avec mod_rewrite
- MySQL >= version 5.6.4 MariaDB >= 10.0.0.5
- PHP >= 7.1 avec FPM / FastCGI ou mod_php

## Récompenses, critiques et articles
- 3 célèbres CMS basé sur Zend Framework (29 avril 2010.) [6]
- article PHPmagazine sur pimcore (o 6 octobre 2010) [7]
- Interview avec les développeurs pimcore et le Dr Apps sur OpenCandy (29. Octobre 2010)[8]
- Gagnant du projet Open Source le plus prometteur en 2010 (15 novembre 2010.) [9]
- article sur Pimcore dans le blog PHP du leader allemand "PHP Gangsta" (23 décembre 2010.) [10]